# L'Europe absolutiste
L’Europe « absolutiste ». Raison et raison d’État (1649–1775) est un ouvrage de l’historien français Robert Mandrou paru en allemand en 1976 et en français en 1977.
L’ouvrage fait partie d’une histoire de l’Europe en six volumes destinée au public allemand, et vient s’ajouter à la longue liste des ouvrages de Robert Mandrou traitant de l’histoire des XVIe, XVIIe et XVIIIe siècles.

## Démarche
Dans cet ouvrage, Mandrou dépasse le cadre simplement chronologique qui lui a été assigné pour proposer une « interprétation globale du devenir européen » (p. 8) entre 1649 et 1775. Plutôt qu’un ouvrage classique d’histoire de cette période, il tente de reconstituer l’histoire complexe des sociétés d’Ancien Régime, tiraillées entre un prestige passé et la nécessité de profondes transformations, dont les mutations ne représentent pas un simple processus d’amélioration linéaire dicté par le progrès de la raison philosophique, mais le résultat d’arbitrages entre dominants relevant de la pure raison d’État.
Traitant de l’ensemble de l’Europe, l'ouvrage met en lumière son unité face à la permanence des structures sociales et, à l’opposé, sa diversité quant aux réponses en termes d’organisation politique aux problèmes posés par les profondes mutations économiques qui mèneront à la Révolution industrielle. Robert Mandrou montre comment, à partir de la seconde moitié du XVIIe siècle, les monarchies anglaise et française définiront lentement les modèles qui deviendront les deux pôles de la réflexion politiques dans le reste de l’Europe du XVIIIe siècle : l’absolutisme louisquatorzien et le modèle issu de la Glorieuse Révolution de 1688.

## Résumé
L’ouvrage est divisé en trois parties :
1. la première est consacrée à la genèse des deux modèles de 1649 au début du XVIIIe siècle ;
2. la seconde, à leur évolution et à leur rayonnement dans le reste de l’Europe durant la première moitié du XVIIIe siècle ;
3. la troisième, aux expériences des despotes éclairés et à un bilan portant sur la période de 1750 à 1775.

### Première partie
La conception de l’État de Louis XIV s’inscrit dans la continuité de l’effort de ses prédécesseurs pour développer et centraliser la monarchie française. La doctrine de l’absolutisme monarchique se définit face aux troubles de la Fronde et de la crise janséniste. Théorie « scientifique », elle légitime le renforcement du pouvoir royal et affirme la nécessité de combattre tout facteur de désordre. Pour Robert Mandrou, l’absolutisme louisquatorzien se résume en trois domaines clés : la soumission de la société, la direction de l’économie et la domination culturelle.
Le modèle anglais se construit également dans une période de grands troubles. L’interrègne cromwellien amène des transformations sociales, la crise de l’aristocratie et l’essor de la gentry et de la bourgeoisie marchande, mais ces dernières n’affectent pas les structures sociales fondamentales. Les continuités, en particulier dans les domaines économique et culturel, son également fortes durant de la Restauration. Charles II, de retour d’exil, qui n’a pas suivi l’évolution de la société anglaise, se met en rupture avec la classe politique en tentant de rétablir l’absolutisme. Il inaugure une courte expérience absolutiste que tentera de poursuivre son frère Jacques II, mais la société anglaise a évolué et cette tentative d’imitation du système louisquatorzien est vouée à l'échec. Ce décalage contribue à définir les bases du système créé durant l’étape finale de la Glorieuse Révolution. La classe dirigeante, destituant Jacques II et prêtant allégeance à Guillaume d'Orange, crée un système inédit où la classe politique choisit le souverain et lui impose les règles du jeu. Le nouveau régime se trouve rapidement validé et consolidé à la fois grâce l’essor économique et aux succès de la politique extérieure anglaise, qui imposent à l’Europe tout entière fascinée par l’absolutisme versaillais la reconnaissance d’un système alternatif.

### Deuxième partie
Dans la seconde partie, Mandrou montre comment, après la défaite d’Utrecht en 1713, il est évident pour la France que l’ensemble de la société a besoin de changements. La guerre et la famine ont pesé lourd sur le peuple, réduisant la puissance tant économique que politique du royaume. Les effets de ces difficultés sur les finances publiques ne permettent bientôt plus à Louis XIV de financer son ambition militaire, ainsi « les exigences de la guerre perpétuelle ont-elles ruiné l’ambition absolutiste » (p. 125). À la mort du vieux roi, la remise en question est générale. Si la Régence apparaît d’abord comme une réaction, Philippe d’Orléans retourne rapidement aux pratiques autoritaires de son oncle. L’ouverture apparente à l’expérimentation dont il a fait preuve, même si elle ne débouche pas sur la définition d’un nouveau système politique, inspire tout de même les contemporains qui se sentent autorisés à discuter des principes qui fondent la monarchie. Malgré une importante croissance de la prospérité, le règne de Louis XV sera marqué par la critique permanente.
Face à cette situation, l’Angleterre ne cesse d’augmenter sa puissance tant économique que politique. L’équilibre social est maintenu, permettant l’essor d’une oligarchie dynamique et ouverte. Durant la première partie du XVIIIe siècle, le fait marquant est l’expansion coloniale. La puissance du royaume ne cesse de croître et les trafics de se multiplier, soutenus par le monopole commercial et manufacturier de la métropole vis-à-vis des colonies.
Robert Mandrou relève que le rayonnement européen de la France au XVIIIe siècle est ambigu, car il n’est de loin pas le seul fait des institutions louisquatorziennes. Sur le plan politique, l’image d’une monarchie absolutiste se répand alors même qu’elle ne correspond plus à la pratique et, sur le plan culturel, le rayonnement est assuré par le mode de vie bourgeois plus qu’aristocratique. L’Angleterre est également présente sur le continent, mais plus discrètement, principalement par ses diplomates et ses marchands. L’important appareil diplomatique mis en place après Utrecht a d’ailleurs assuré à l’Angleterre de nombreux succès dans les relations internationales sans devoir recourir aux armes.
En terminant cette deuxième partie, Mandrou se penche sur la problématique de l’innovation face aux résistances de la tradition, dont la plus importante est le fait de la stabilité sociale du système basé sur la propriété du sol. En Europe centrale et orientale, cette réalité est même accentuée par le second servage. De plus, il relève que c'est l’aristocratie et la bourgeoisie qui sont ouverts aux changements, alors que les masses populaires restent attachée aux traditions : « la solidité des traditions tient aussi au fait que les classes à l’écoute des novateurs sont les bénéficiaires du régime en place. » (p. 225)

### Troisième partie
La troisième partie présente la période d’intenses réformes des États d’Europe centrale et orientale qui débute en 1740. Frédéric II en Prusse, Joseph II en Autriche et Catherine II en Russie s’inspirent des penseurs politiques des Lumières et inaugurent ce qui sera ensuite appelé le « despotisme éclairé ». Ces monarques arrivent au pouvoir alors que les armes succèdent à nouveau à la diplomatie, les forçant à améliorer l’efficacité de leurs armées. Puisque tout dépend des rentrées fiscales, il s’attellent à la centralisation de l’État, à la rationalisation de l’administration et, sur le plan économique, à l’application fidèle des principes mercantilistes. Ces modernisateurs sont toutefois confrontés aux limites culturelles de leurs États et à leurs propres refus de remettre en cause les structures sociales fondamentales pour favoriser l’essor d’une bourgeoisie d’affaire et la libération d’une partie de la main-d’œuvre paysanne nécessaire aux manufactures.  De plus, Robert Mandrou montre qu’a de nombreuses reprises, le dépeçage de la Pologne en 1772 étant un bon exemple, le vernis philosophique de ces monarques éclairés craque et laisse la place à la pure raison d’État.
En conclusion de cette troisième partie, Mandrou avance le fait que bien que la rationalité politique ait progressé sous l’influence du discours et des projets de réformes des souverains et des philosophes, elle ne correspond pas pour autant à la raison d’État qui prévaut toujours dans l'action politique. En 1775, la recherche du meilleur système politique semble être devenue le souci majeur à travers toute l’Europe, mais ces volontés de réformes tiennent souvent plus du discours que de la réalité de l’action politique : « entre la raison décrivant les schémas et projets d’une rénovation sociale et politique […], et la raison d'État appliquant […] les froides règles qui président à la domination des forts sur les faibles, les despotes éclairés […] ont fait un choix bien clair et qui nous importe plus que […] les embrassades avec les philosophes et les projets soigneusement placés en réserve après avoir été publiés à son de trompe. » (p. 329–330)

### Conclusion
En conclusion de son ouvrage, Robert Mandrou note que bien qu’il soit évident que les intenses discussions philosophiques et politiques ont contribué à la remise en question de l’Ancien Régime de même que le développement capitaliste a imposé des transformations sociales, les fondements de la future Révolution française ne sont pas encore ne serait-ce qu’imaginés par les utopistes les plus avant-gardistes. Un nouvel équilibre est recherché par les dirigeants sans être accompagné d’une remise en question des fondements féodaux et absolutistes de la société. La bourgeoisie urbaine en forte croissance entre donc en conflit avec une organisation sociale privilégiant les propriétaires terriens, ce qui provoque partout une sorte de lutte de classes entre dominants, sauf en Angleterre. L’absence de volonté des monarques de transformer de manière globale leurs sociétés constitue la limite entre les aspirations philosophiques et la raison d’État : « souverains philosophes, ils ont pratiqué avec prédilection une philosophie politique bien précise, celle de la raison d’État » (p. 337). Cette attitude correspond en réalité à la situation sociale de ces monarchies, où l’aristocratie continue de dominer la société de telle sorte que les monarques ne peuvent s’en affranchir.
Dès 1775, face au maigre bilan des changements concrets, la fièvre réformatrice commence à retomber. Cet essoufflement est-il une des causes de l’embrasement de la fin du siècle ? Robert Mandrou relève que s’il y a bien eu des poussées sporadiques de colère des masses populaires, ces dernières ne sont encore de loin pas constituées en mouvements homogènes répondant à une idéologie bien définie. Ces masses restent encore bien loin des débats philosophiques qui restent le monopole des classes dominantes. 

## Distinctions
- 1978 : Grand prix Gobert